# Orchestre symphonique de la radio ukrainienne
L'Orchestre symphonique de la radio ukrainienne (en ukrainien : Симфонічний оркестр Українського радіо (Symfonichnyi orkestr Ukrainskoho radio) ; précédemment Orchestre symphonique NRCU, en ukrainien : Симфонічний оркестр НРКУ (Symfonichnyi orkestr NRKU)) est l'orchestre radiophonique de la radio ukrainienne depuis 1929. Il fait partie de la Suspilne.

## Directeurs musicaux
| No | Portrait                                                                     | Identité                                                                | Nationalité          | Période | Période  | Durée  |
| No | Portrait                                                                     | Identité                                                                | Nationalité          | Début   | Fin      | Durée  |
| -- | ---------------------------------------------------------------------------- | ----------------------------------------------------------------------- | -------------------- | ------- | -------- | ------ |
| 1  | Pas de portrait sous licence libre disponible pour Yakiv Rozenshteyn.        | Yakiv Rozenshteyn (d) (uk) Розенштейн Яків (1887 - 1946)                | Russe Soviétique     | 1929    | 1935     | 6 ans  |
| 2  | Peter Herman Adler                                                           | Peter Herman Adler (en) (uk) Адлер Герман Бертольдович (1899 - 1990)    | Américain            | 1935    | 1937     | 2 ans  |
| 3  | Pas de portrait sous licence libre disponible pour Mykhailo Kanershteyn.     | Mykhailo Kanershteyn (d) (uk) Канерштейн Михайло Маркович (1902 - 1987) | Russe Soviétique     | 1937    | 1941     | 4 ans  |
| 4  | Pas de portrait sous licence libre disponible pour Petro Polyakov.           | Petro Polyakov (d) (uk) Поляков Петро Андріанович (1907 - 1973)         | Russe Soviétique     | 1944    | 1956     | 12 ans |
| 5  | Pas de portrait sous licence libre disponible pour Konstantin Simeonov.      | Konstantin Simeonov (uk) Симеонов Костянтин Арсенович (1910 - 1987)     | Russe Soviétique     | 1957    | 1961     | 4 ans  |
| 6  | Pas de portrait sous licence libre disponible pour Vadim Borisovich Gnedash. | Vadim Borisovich Gnedash (d) (uk) Гнєдаш Вадим Борисович (1931 - 2021)  | Soviétique Ukrainien | 1961    | 1989     | 28 ans |
| 7  | Wolodymyr Sirenko, 4 septembre 2018.                                         | Wolodymyr Sirenko (en) (uk) Сіренко Володимир Федорович (né en 1960)    | Ukrainien Soviétique | 1991    | 1999     | 8 ans  |
| 8  | Pas de portrait sous licence libre disponible pour Viatcheslav Blinov.       | Viatcheslav Blinov (d) (uk) Блінов В'ячеслав Костянтинович (né en 1950) | Ukrainien            | 1999    | 2005     | 6 ans  |
| 9  | Vladimir Cheïko, 31 mars 2012.                                               | Vladimir Cheïko (en) (uk) Шейко Володимир Олександрович (né en 1962)    | Ukrainien            | 2005    | En cours | 20 ans |